# HNK Sloga Mravince
HNK Sloga Mravince, hrvatski nogometni klub iz Mravinaca, osnovan 1925. godine.
Škola nogometa koju klub organizira djeluje već dugi niz godina.  Obuhvaća sve uzraste: U-9, U-11, U-13, U-15, U-17 i U-19.
Ranija udruženja Jadro, Leprj, SK Mravince, Mehanika i MOŠK su bili amaterski klubovi, koje je naslijedila današnja Sloga.
U sezoni 2020./21. se natječe u 3. HNL – Jug.

## Povijest
Prije pojavljivanja prave lopte u Mravincima, mladići su igrali nogomet s priručnom loptom takozvanim krpašem koji se izrađivao od čarapa. Igrali su na svim slobodnim livadama u mjestu. Nogometna vrata su se omeđivala običnim kamenom ili čak školskom torbom, ako se nogomet igrao nakon povratka iz škole.  U nekim ozbiljnijim utakmicama sudio je sudac s pomoćnicima, koji su džepnim maramicama umjesto zastavicama pomagali glavnom sucu. Igralo se do iznemoglosti ili dok roditelji igrača ne bi prekinuli igru. Prigodni tereni za igru su bili na više mjesta u Mravincima. Igralo se sa šest ili rjeđe s devet igrača, a umjesto pravih dresova oblačile su se jednoobrazne košulje ili majice. 

### 1925. – 1945.
Klub je osnovan 1925. pod nazivom Jadro. Osnivači kluba bili su profesor Ivo Bućan, Albert Perko i srednjoškolci koji su donijeli prvu nogometnu loptu u Mravince. Prvi predsjednik kluba bio je Filip Drnas. Bio je predsjednik od osnivanja do 1934. godine, iako klub službeno nije bio registriran. Utakmice su se igrale s momčadima iz Solina, Kučina, Žrnovnice, Vranjica, Klisa, Stobreča i Trogira. Zbog ondašnjih oskudnih uvjeta na gostovanja se išlo pješice.
Nabava prave nogometne lopte u mjestu je izazvala pravo oduševljenje. Mladići su je brižno čuvali jer je bila jedina koju su imali. Stariji mještani nisu gledali s odobravanjem na novu igru. Igranje utakmica je predstavljalo gubitak vremena jer je bilo potrebno raditi u polju i u novoosnovanoj tvornici cementa. U tvornici su bili zapošljavani Mravinčani, koji su tvornici ustupili vlastitu zemlju a zauzvrat su dobili radno mjesto.
Mladi Mravinčani bi u nogometnoj igri uništavali teško stečenu odjeću i obuću, što je za ondašnje uvjete života bio gubitak. Pored svih zabrana mladići su ipak nalazili vremena za športsku igru. Roditelji su počeli shvaćati da rad kluba ujedinjuje mladost, njeguje prijateljstvo i zajedništvo te razvija sportski duh i smisao za društveni život. Klub je tako pridobijao simpatizere i postao sportski miljenik Mravinaca. Među navijačima pojavljivali su se i stariji mještani koji su svesrdno bodrili domaću ekipu.
Prva utakmica odigrana je 1925. u Vranjicu protiv tamošnjeg Uskoka (preteča današnjeg Omladinca). Za Jadro su nastupili Ante Drnas, Pero Budak, Drago Rački, Vlade Drnas,  Ante Lozić, Mile Rački, Vjeko Gruić, Jakov Marović i Ljubo Perko.
Početkom tridesetih godina klub mijenja ime u Leprj (Leptiri). Pod tim imenom izborili su pobjedu protiv splitske Slavije u Žrnovnici sredinom 1930-ih.
Godine 1937. klub nastupa pod imenom SK Mravince, a 1938. pod imenom Mehanika. Godine 1940. ponovo mijenjaju ime kada se nazivaju MOŠK, Mravinački omladinski športski klub. Do završetka Drugog svjetskog rata ni Sloga ni Klis nisu bili službeno registrirani, već su igrali takozvanu „divlju ligu“. Klubovi Solin i Omladinac su bili registrirani te su se natjecali u prvenstvima Splitskog nogometnog podsaveza.
Igrači kluba pokazivali su veliki entuzijazam za održanje kluba, koji je djelovao u uvjetima teškog i siromašnog života. Mjesto je prihvatilo klub i radovalo se njegovim uspjesima. Početkom Drugog svjetskog rata prestale su sve klupske aktivnosti. Čak trideset i osam članova kluba poginulo je u Drugom svjetskom ratu. 

### 1945. – 1991.
Godine 1945. mladeži Klisa i Mravinaca su odigrale utakmice i u Klisu i u Mravincima. Ovo nije bio klupski susret Sloge i Uskoka već prijateljski ogled mladića iz jednog i drugog naselja. Nakon nekoliko godina spontanog igranja klub počinje djelovati u sklopu Kulturnog društva Matija Gubec, kao nogometna sekcija.
Godine 1952. klub počinje djelovati pod nazivom Sportsko društvo Sloga. Predsjednik kluba bio je Josip Crnković od 1949. do 1955. godine.
Godine 1954. otkupljeno je zemljište od domaćeg vlasnika za izgradnju igrališta. Vlasnici su bili Lovre Marović, i njegovi sinovi Marović Miloš i Marović Mate.  Igralište je izgrađivano od 1971. do 1973. Kroz to vrijeme klub je nastupao na igralištu Nogometnog kluba Val iz Kaštel Starog i na igralištu Nogometnog kluba Solin.
Klub je djelovao neregistrirano sve do 15. lipnja 1955. kada je skupština kluba usvojila klupska pravila i donijela odluku o početku natjecanja i o učlanjenju u nogometne saveze. Ovo je službeni dan osnivanja kluba koji danas postoji.  U športskim krugovima klub se nazivalo MKM Sloga, što znači Mravince-Kučine-Majdan. Sam pojam „slȍga“ označava sposobnost dviju ili više osoba ili društvenih grupa da zajednički djeluju i usklađuju svoje interese. Sloga je bila simbol zajedništva ova tri mjesta, s obzirom kako Kučine nema nogometnog kluba, a Majdan spada pod Solin.
Dana 21. rujna 1955. Narodni odbor Općine Solin je izdao potvrdu u kojoj se navodi da NK Sloga može igrati i djelovati u svom športskom radu na svom istoimenom igralištu na čestici zemlje zvanoj Glavica, čiji je vlasnik Narodni odbor Općine Solin.
Na sjednici Upravnog odbora Splitskog nogometnog podsaveza održanoj 13. listopada 1955. pod predsjedavanjem Ljube Vučetića klub je primljen u članstvo nogometnog saveza Jugoslavije, pod rednim brojem 707. Na istoj sjednici su odobrena i Pravila kluba koja je usvojila Skupština kluba.
Prvi službeni registrirani igrači u listopadu i studenom iste godine bili su: Zlatko Bućan, Ante Marović, Ante Perko, Dane Roguljić, Vjekoslav Rogulj, Luka Marović, Ivo Bućan, Jozo Drnas, Jure Marović, Grgo Marović, Mate Marović, Vice Rogulj, Davor Vučić te nešto kasnije Petar Perko, Luka Marović, Jure Bućan i Boris Belas.
U sezoni 1955./56. klub je raspoređen u VI. grupu Grupnog prvenstva Splitskog nogometnog podsaveza.
Dana 9. listopada 1955. Sloga igra prvu službenu utakmicu, gostujući kod Nade iz Splita i pobjeđuje rezultatom 1:3. 
Mravinčani su se potom dugi niz godina natjecali u Grupnom prvenstvu Splitskog nogometnog podsaveza, da bi u sezoni 1966./67. osvojili prvo mjesto.
Prvu titulu u povijesti kluba izborili su sljedeći igrači:Branko Mikelić, Ante Perko, Petar Perko, Vlado Ninčević, Ranko Drnas, Ivo Poljak, Vice Rogulj, Marijan Šarić, Ćiro Podrug, Lovre Bućan, Luka Marović, Vaso Barbir, Dušan Grčić, Jozo Andrić, Ante Ninčević, Ljubo Vučić, Jure Bućan, Ivo Perko, Frane Jelaska i Ante Bućan. Trener je bio Ivo Bućan.
Od kraja šezdesetih do sredine devedesetih klub je nastupao u tadašnjoj Dalmatinskoj nogometnoj ligi, kada je formirana današnja 3. HNL – Jug, koja pokriva uglavnom isto područje.

### 1991. – danas
Nakon dvije sezone igranja u Trećoj Hrvatskoj nogometnoj ligi, 1995./96. i 1996./97., zbog reorganizacije natjecanja, Sloga postaje član Prve županijske nogometne lige županije Splitsko-dalmatinske otkada je stalni član ovog natjecanja. Zbog izbijanja Domovinskog rata velik broj članova i igrača kluba dragovoljno se prijavilo u Zbor narodne garde i policije. Najviše ih je pristupilo u Solinsku bojnu 114. brigade. Neki su zadobili invalidnost. Joško Matković, član tadašnje juniorske momčadi je poginuo kod Kašića.
Godine 1997. u lipnju, momčad i uprava Sloge je boravila na prvom inozemnom gostovanju u francuskom gradu Carces. Godine 1998. od 10. do 27. lipnja igrači i vodstvo kluba, boravili su u SAD-u, u Clevelandu. Odigrali su utakmicu protiv kluba Croatia Cleveland, kojeg su utemeljili hrvatski iseljenici. Godine 2001. prijatelji iz francuskih gradova Carces i Cotignac posjetili su Mravince. Članovi Sloge 2003. ponovo su posjetili francuski grad Carces, a boravili su i u gradu Cotignac.
Godine 2009. i 2010. pioniri kluba su sudjelovali na turniru Alpen Cup, u austrijskom Wolfsbergu. Godine 2011. i 2012. mlađi uzrasti Sloge posjetili su austrijski Jennersdorf.
Od godine 2011.  Sloga svake godine organizira Kup svetog Ivana Krstitelja, natjecanje za dječake. Ivan Krstitelj je zaštitnik župe Mravince.
U sezoni 2. županijske lige 2012./2013. Sloga je ostvarila plasman u 1. županijsku nogometnu ligu, iako je ostvarila drugo mjesto. Nastupanje u ovoj ligi u sezonama 2016./17. i 2017./18. je završila drugim mjestom na tablici.
Godine 2018. osvojila je Kup Nogometnog saveza Županije Splitsko-dalmatinske. U pet utakmica kupa postigla je čak dvadeset i jedan gol, a primila četiri gola.
Klub je kao osvajač Županijskog kupa nastavio natjecanje u Hrvatskom kupu. Protivnik u 1/32 finala kupa bio je klub NK Koprivnica kojeg je Sloga savladala rezultatom 1 : 3 na njihovom terenu. Utakmica je bila odigrana u susjednim Molvama zbog obnove travnjaka na matičnom stadionu.
Ždrijebom je odlučeno kako je idući  protivnik GNK Dinamo Zagreb.

Najprestižnija utakmica Sloge do sada održana je 26. rujna 2018. pred punim gledalištem.  Pobijedio je Dinamo rezultatom 0 : 1, zgoditkom u 80. minuti susreta, nakon spornog kaznenog udarca.
Utakmica je pobudila značajan interes u lokalnoj zajednici i medijima.  Zapažena je borbenost i solidno držanje Sloginih igrača.
Nenad Bjelica je između ostalog izjavio: "Čestitam Slogi na odličnoj utakmici, držali su se jako dobro i vrlo su pošteno odigrali. Naposljetku, mi smo sretno prošli, iz penala."
Proračun u ovom rangu natjecanja iznosio je oko 400 tisuća kuna. Grad Solin sudjelovao je s iznosom od 180 tisuća kuna, dok se ostatak namirivao članarinama, prihodima od ulaznica,  godišnjim pretplatama i sponzorima.
U sezoni 2018./19. Sloga je ostvarila i prvo mjesto Prve županijske lige, čime je ostvarila plasman u 3 nogometnu ligu, u kojoj je nastupala i prije. Sloga je bila i najgledanija momčad sezone u gostima. Ostvarila je čak devetnaest pobjeda, pet utakmica je završeno neriješenim rezultatom, a izgubila je samo dvije utakmice.

## Prostorije kluba
Prvo klupsko igralište izgrađeno je i službeno otvoreno 1952. Izgradnja novog igrališta započeta je 1970-ih da bi u cijelosti bilo završeno 1974. Pri izgradnji velik dio je uradila tadašnja Tvornica cementa Majdan i velikim zalaganjem klupskog čelništva čiji je predsjednik bio Vjekoslav Rogulj. Njegovom zaslugom izgrađen je današnji stadion, klupske prostorije s klupskim stanom, u kojem su tijekom vremena dobile smještaj obitelj Čulić od 1966. do 1984., a danas obitelj Klarić kao dugodišnji domari kluba. Klub raspolaže i pomoćnim betonskim igralištem. Uz glavni teren igrališta nalazi se i cageball teren na umjetnoj travi ograđen visokom mrežom.
Godine 2017. na prostoru kluba ispred klupske zgrade, otvorena je klub kavana LEPRJ. Ovim imenom odaje se počast jednom od starih imena Sloge. Leprj je bio pučki naziv za leptire. U planu grada Solina za 2018. je i izgradnja nove tribine.

## Navijači
Navijanje za Slogu uglavnom je bilo spontano i neorganizirano. Sredinom devedestih skupina domaćih mladića se ujedinila u navijanju. Pratili su svoj klub u sezoni 1995./96. i kasnije. Prozvali su se Zvrčari, prema nazivu navijačkog rekvizita zvrčaljka. Zvrčaljka je lokalni mravinački naziv za čegrtaljku. U Hrvatskoj ona zamjenjuje crkvena zvona u preduskrsno vrijeme. Zvona tada ne zvone. U Mravincima je običaj čegrtati prilikom procesije Velikog petka, kada se pokaznica u povorci nosi po mjestu. Kada se procesija zaustavi tada se zvrčaljkom proizvodi specifičan glasan zvuk.

## Klupski uspjesi

### Prvenstvo
- Prvo mjesto – sezona 1966./67. Grupno prvenstvo Splitskog nogometnog podsaveza
- Prvo mjesto – sezona 1969./70. Prvenstvo Nogometnog saveza općine Split
- Prvo mjesto – sezona 1986./87. Prvenstvo Dalmatinske lige
- Prvo mjesto – sezona 1998./99. Prvenstvo 2. županijske nogometne lige
- Prvo mjesto – sezona 2003./04. Prvenstvo 2. županijske nogometne lige
- Prvo mjesto – sezona 2007./08. Prvenstvo 2. županijske nogometne lige
- Prvo mjesto – sezona 2018./19. Prvenstvo 1. županijske nogometne lige.

### Kup
- 1970. – Kup Nogometnog saveza Općine Split
- 2018. – Kup Nogometnog saveza Županije Splitsko-dalmatinske

## Pregled plasmana po sezonama
| sezona      | rang lige | liga                                           | dio       | poz.  | klubova u ligi | ut    | pob   | ner   | por   | gol+  | gol-  | bod     | napomene                           | izvori |
| Sloga       | Sloga     | Sloga                                          | Sloga     | Sloga | Sloga          | Sloga | Sloga | Sloga | Sloga | Sloga | Sloga | Sloga   | Sloga                              | Sloga  |
| ----------- | --------- | ---------------------------------------------- | --------- | ----- | -------------- | ----- | ----- | ----- | ----- | ----- | ----- | ------- | ---------------------------------- | ------ |
| 1955./56.   | IV.       | Grupno prvenstvo Splitskog NPS – VI. grupa     |           | 5.    | 8              | 14    | 6     | 1     | 7     | 30    | 31    | 13      |                                    |        |
| 1956./57.   | IV.       | Grupno prvenstvo Splitskog NPS – VIII. grupa   |           | 6.    | 9              | 16    | 4     | 3     | 9     | 34    | 35    | 11      |                                    |        |
| 1957./58.   | IV.       | Grupno prvenstvo Splitskog NPS – IV. grupa     |           |       | 7              | 12    | 5     | 2     | 5     | 11    | 22    | 12      | bez završbne ljestvice             | [ 22 ] |
| 1958./59.   | IV.       | Grupno prvenstvo Splitskog NPS – II. grupa     |           | 3.    | 6              | 9     | 4     | 1     | 4     | 31    | 28    | 9       |                                    |        |
| 1959./60.   | IV.       | Grupno prvenstvo Splitskog NPS – I. grupa      |           |       | 6              |       |       |       |       |       |       |         | odustali nakon 2. utakmice         |        |
| 1960./61.   | IV.       | Grupno prvenstvo Splitskog NPS – II. grupa     |           | 3.    | 6              | 10    | 5     | 3     | 2     | 26    | 16    | 13      |                                    |        |
| 1961./62.   | IV.       | Grupno prvenstvo Splitskog NPS                 |           | 5.    | 7              | 12    | 3     | 2     | 7     | 24    | 40    | 8       |                                    |        |
| 1962./63.   | IV.       | Prvenstvo Splitskog NPS                        |           | 11.   | 13             | 24    | 4     | 3     | 17    | 47    | 73    | 11      |                                    |        |
| 1963./64.   | IV.       | Prvenstvo Splitskog NPS                        |           | 2.    | 10             | 18    | 8     | 5     | 5     | 51    | 31    | 21      |                                    |        |
| 1964./65.   | IV.       | Prvenstvo Splitskog NPS                        |           | 5.    | 10             | 18    | 7     | 3     | 8     | 30    | 32    | 17      |                                    |        |
| 1965./66.   | IV.       | Prvenstvo Splitskog NPS                        |           | 4.    | 10             | 18    | 9     | 3     | 6     | 32    | 23    | 21      |                                    |        |
| 1966./67.   | IV.       | Prvenstvo Splitskog NPS                        |           | 1.    | 9              | 16    | 11    | 4     | 1     | 47    | 11    | 26      | kvalifikacije za Dalmatinsku ligu  |        |
| 1967./68.   | III.      | Dalmatinska zona                               |           | 8.    | 14             | 26    | 8     | 9     | 9     | 36    | 34    | 25      | Dalmatinska liga                   |        |
| 1968./69.   | III.      | Dalmatinska zona                               |           | 15.   | 16             | 30    | 8     | 8     | 14    | 38    | 46    | 24      | Dalmatinska liga                   |        |
| 1969./70.   | IV.       | Prvenstvo NSO Split                            |           | 1.    | 10             | 18    | 15    | 1     | 2     | 73    | 12    | 31      |                                    |        |
| 1970./71.   | III.      | Dalmatinska liga – Zapad                       |           | 8.    | 15             | 28    | 13    | 7     | 8     | 45    | 42    | 27 (-6) |                                    |        |
| 1971./72.   | III.      | Dalmatinska liga – Sjever                      |           | 3.    | 14             | 26    | 14    | 2     | 10    | 55    | 35    | 30      |                                    |        |
| 1972./73.   | III.      | Dalmatinska liga – Sjever                      |           | 9.    | 14             | 26    | 8     | 6     | 16    | 33    | 41    | 22      |                                    |        |
| 1973./74.   | IV.       | Dalmatinska liga – Sjever                      |           | 7.    | 14             | 26    | 9     | 9     | 8     | 37    | 30    | 27      | Dalmatinska liga – Zapad           |        |
| 1974./75.   | IV.       | Dalmatinska liga                               |           | 7.    | 16             | 30    | 10    | 12    | 8     | 34    | 34    | 32      |                                    |        |
| 1975./76.   | IV.       | Dalmatinska liga                               |           | 4.    | 16             | 30    | 12    | 9     | 9     | 47    | 40    | 33      |                                    |        |
| 1976./77.   | IV.       | Dalmatinska liga                               |           | 10.   | 14             | 26    | 7     | 7     | 12    | 33    | 47    | 21      |                                    |        |
| 1977./78.   | IV.       | Dalmatinska liga                               |           | 8.    | 12             | 22    | 9     | 3     | 10    | 31    | 41    | 21      |                                    |        |
| 1978./79.   | IV.       | Dalmatinska liga                               |           | 3.    | 14             | 26    | 12    | 6     | 8     | 33    | 30    | 30      |                                    |        |
| 1979./80.   | IV.       | Dalmatinska liga                               |           | 10.   | 14             | 26    | 8     | 8     | 10    | 35    | 41    | 24      |                                    |        |
| 1980./81.   | IV.       | Dalmatinska liga                               |           | 11.   | 14             | 26    | 6     | 10    | 10    | 28    | 46    | 22      |                                    |        |
| 1981./82.   | IV.       | Dalmatinska liga                               |           | 14.   | 14             | 26    | 6     | 6     | 14    | 42    | 61    | 18      |                                    |        |
| 1982./83.   | IV.       | Dalmatinska liga                               |           | 16.   | 16             | 30    | 3     | 4     | 23    | 21    | 76    | 10      |                                    |        |
| 1983./84.   | IV.       | Dalmatinska liga                               |           | 7.    | 14             | 26    | 10    | 9     | 7     | 37    | 33    | 29      |                                    |        |
| 1984./85.   | IV.       | Dalmatinska liga – Splitska skupina            |           | 2.    | 16             | 30    | 16    | 8     | 6     | 63    | 29    | 40      | Dalmatinska liga – Srednja skupina |        |
| 1985./86.   | IV.       | Dalmatinska liga – Srednja skupina             |           | 5.    | 15             | 28    | 14    | 8     | 6     | 54    | 29    | 36      |                                    |        |
| 1986./87.   | IV.       | Dalmatinska liga – Srednja skupina             |           | 1.    | 14             | 26    | 16    | 4     | 6     | 52    | 26    | 36      |                                    |        |
| 1987./88.   | IV.       | II. Hrvatska liga – Jug                        |           | 11.   | 14             | 26    | 8     | 8     | 10    | 39    | 38    | 24      |                                    |        |
| 1988./89.   | IV.       | II. Hrvatska liga – Jug                        |           | 16.   | 16             | 30    | 3     | 3 (1) | 24    | 17    | 56    | 7       |                                    |        |
| 1989./90.   | IV.       | Hrvatska liga – Jug                            |           | 16.   | 16             | 30    | 2     | 3 (2) | 25    | 16    | 80    | 6       |                                    |        |
| 1990./91.   | V.        | Dalmatinska liga – Srednja skupina             |           | 13.   | 16             | 30    | 7     | 8     | 15    | 37    | 46    | 22      |                                    |        |
| 1992.       | IV.       | Dalmatinska liga – Srednja skupina - B skupina |           | 5.    | 8              | 14    | 5     | 2     | 7     | 17    | 23    | 12      |                                    |        |
| 1992./93.   | IV.       | Dalmatinska liga – Srednja skupina             |           | 2.    | 14             | 26    | 16    | 3     | 7     | 56    | 31    | 35      |                                    |        |
| 1993./94.   | IV.       | Dalmatinska liga – Srednja skupina             |           | 11.   | 14             | 26    | 9     | 5     | 12    | 38    | 44    | 23      |                                    |        |
| 1994./95.   | IV.       | Splitska liga                                  |           | 4.    | 7              | 12    | 7     | 1     | 4     | 42    | 17    | 22      |                                    |        |
| 1995./96.   | IV.       | 3. HNL – Jug – Srednja skupina                 | Skupina A | 2.    | 10             | 17    | 10    | 4     | 3     | 23    | 12    | 34      | u Doigravanje za prvaka            |        |
| 1995./96.   | IV.       | 3. HNL – Jug – Srednja skupina                 | Za prvaka |       | 4              |       |       |       |       |       |       |         | odustali                           |        |
| 1996./97.   | IV.       | 3. HNL – Jug – Srednja skupina                 |           | 12.   | 16             | 30    | 8     | 10    | 12    | 38    | 46    | 34      | Liga NSSDŽ                         |        |
| 1997./98.   | IV.       | ŽNL Splitsko-dalmatinska                       |           | 6.    | 12             | 21    | 10    | 3     | 8     | 65    | 29    | 33      | Liga NSSDŽ                         |        |
| 1998./99.   | V.        | 2. ŽNL Splitsko-dalmatinska                    |           | 1.    | 5 (6)          | 16    | 13    | 3     | 0     | 46    | 14    | 42      |                                    |        |
| 1999./2000. | IV.       | 1. ŽNL Splitsko-dalmatinska                    |           | 9.    | 14             | 26    | 8     | 10    | 8     | 29    | 32    | 34      |                                    |        |
| 2000./01.   | IV.       | 1. ŽNL Splitsko-dalmatinska                    |           | 11.   | 14             | 26    | 6     | 6     | 14    | 38    | 46    | 24      |                                    |        |
| 2001./02.   | IV.       | 1. ŽNL Splitsko-dalmatinska                    |           | 13.   | 14             | 26    | 5     | 6     | 15    | 26    | 46    | 21      |                                    |        |
| 2002./03.   | IV.       | 1. ŽNL Splitsko-dalmatinska                    |           | 15.   | 15             | 28    | 2     | 6     | 20    | 19    | 65    | 12      |                                    |        |
| 2003./04.   | V.        | 2. ŽNL Splitsko-dalmatinska                    |           | 1.    | 6              | 20    | 14    | 4     | 2     | 74    | 14    | 46      |                                    |        |
| 2004./05.   | IV.       | ŽNL Splitsko-dalmatinska                       |           | 10.   | 17             | 32    | 14    | 3     | 15    | 47    | 47    | 45      |                                    |        |
| 2005./06.   | IV.       | ŽNL Splitsko-dalmatinska                       |           | 12.   | 19             | 36    | 13    | 4     | 19    | 40    | 61    | 43      |                                    |        |
| 2006./07.   | V.        | ŽNL Splitsko-dalmatinska                       |           | 3.    | 11             | 20    | 10    | 7     | 3     | 26    | 12    | 37      |                                    |        |
| 2007./08.   | V.        | ŽNL Splitsko-dalmatinska                       |           | 1.    | 10             | 27    | 20    | 5     | 2     | 55    | 15    | 65      |                                    |        |
| 2008./09.   | IV.       | 4. HNL – Jug A                                 |           | 9.    | 12             | 33    | 10    | 10    | 13    | 49    | 45    | 40      |                                    |        |
| 2009./10.   | IV.       | 4. HNL – Jug – SD                              |           | 4.    | 14             | 26    | 10    | 7     | 9     | 37    | 43    | 37      | 4. HNL – Jug B                     |        |
| 2010./11.   | IV.       | 4. HNL – Jug B                                 |           | 16.   | 16             | 30    | 6     | 8     | 16    | 34    | 63    | 26      |                                    |        |
| 2011./12.   | IV.       | 4. HNL – Jug B                                 |           | 14.   | 14             | 26    | 6     | 7     | 13    | 31    | 51    | 25      |                                    |        |
| 2012./13.   | V.        | 2. ŽNL Splitsko-dalmatinska                    |           | 2.    | 7              | 18    | 11    | 5     | 2     | 43    | 17    | 38      |                                    |        |
| 2013./14.   | IV.       | 1. ŽNL Splitsko-dalmatinska                    |           | 11.   | 13             | 24    | 7     | 2     | 15    | 35    | 67    | 23      |                                    |        |
| 2014./15.   | IV.       | 1. ŽNL Splitsko-dalmatinska                    |           | 4.    | 14             | 26    | 13    | 2     | 11    | 52    | 43    | 41      |                                    |        |
| 2015./16.   | IV.       | 1. ŽNL Splitsko-dalmatinska                    |           | 6.    | 14             | 26    | 11    | 7     | 8     | 44    | 48    | 40      |                                    |        |
| 2016./17.   | IV.       | 1. ŽNL Splitsko-dalmatinska                    |           | 2.    | 14             | 26    | 15    | 8     | 3     | 66    | 34    | 53      |                                    |        |
| 2017./18.   | IV.       | 1. ŽNL Splitsko-dalmatinska                    |           | 2.    | 14             | 26    | 14    | 5     | 7     | 60    | 40    | 47      |                                    |        |
| 2018./19.   | IV.       | 1. ŽNL Splitsko-dalmatinska                    |           | 1.    | 14             | 26    | 19    | 5     | 2     | 71    | 26    | 62      |                                    |        |
| 2019./20.   | III.      | 3. HNL – Jug                                   |           | 8.    | 16             | 18    | 8     | 3     | 7     | 28    | 28    | 27      | prekinuto radi pandemije COVID-19  |        |
| 2020./21.   | III.      | 3. HNL – Jug                                   |           | 8.    | 17             | 32    | 13    | 6     | 13    | 45    | 30    | 45      |                                    |        |
| 2021./22.   | III.      | 3. HNL – Jug                                   |           | 9.    | 18             | 34    | 12    | 14    | 8     | 48    | 45    | 50      |                                    |        |
| 2022./23.   | IV.       | 3. NL – Jug                                    |           |       | 16             |       |       |       |       |       |       |         |                                    |        |
|             |           |                                                |           |       |                |       |       |       |       |       |       |         |                                    |        |
|             |           |                                                |           |       |                |       |       |       |       |       |       |         |                                    |        |

## Vanjske poveznice
- Službena stranica
- Nogometni leksikon